# Machorka-Muff
Machorka-Muff è un cortometraggio del 1962 diretto da Jean-Marie Straub che, insieme a Danièle Huillet, ha scritto anche la sceneggiatura, tratta da un racconto di Heinrich Böll; rappresenta l'esordio della coppia come autori cinematografici. Venne proiettato la prima volta nel 1963 al festival del cortometraggio di Oberhausen e presentato lo stesso anno alla 22ª Mostra internazionale d'arte cinematografica di Venezia.

## Trama
il colonnello Erich von Machorka-Muff, un ex colonnello nazista, quando viene ricostituito l'esercito tedesco negli anni cinquanta, viene rimesso in servizio dal Ministro della Difesa a Bonn e promosso a generale. Sposa la sua amata Inniga von Zaster-Pehnunz e può finalmente realizzare il suo progetto: fondare un'accademia per le "memorie militari" collaborando con il ministero.

## Produzione
Il film fu presentato in anteprima nel febbraio del 1963 a Oberhausen e a tale proposito è stato scritto che «poteva sembrare di trovarsi di fronte ad un oggetto cinematografico in sé di grande valore ma carente di indicazioni tendenziali per uno sviluppo futuro che riportasse il cinema tedesco al passo con le correnti più avanzate e più effettivamente significative del cinema mondiale (nouvelle vague, cinéma vérité, New American Cinema Group, free cinema, l'Antonioni e il Bergman delle rispettive triologie) di quegli anni» e che l'opera nel cui ambito poteva inscriversi Machorka-Muff era eventualmente M, ovvero un film prodotto al confine dell'avvento del nazismo.